# 토니 안셀모
토니 안셀모(Tony Anselmo)는 미국의 애니메이터겸 남성성우이다. 그는 디즈니캐릭터 도널드 덕의 전 성우인 클래랜스 내쉬에게 훈련받아 1985년부터 현재까지 도널드 덕의 목소리를 더빙해 왔다.
또한 그는 1999년부터 루시 테일러와 함께 도널드의 조카인 휴이, 듀이, 루이의 목소리도 더빙했다.
애니메이터로서는 디즈니 클래식 장편 애니메이션인 타잔, 미녀와 야수, 인어공주 등의 작품제작에 참여했다. 또한 캘리포니아 예술 협회의 캐릭터 애니메이션 프로그램에 참여했다.
2009년 9월 토니는 디즈니 레전드의 명단에 올랐다.

## 출연작

### 애니메이션
- 미키 마우스 워크-도널드 덕,휴이,듀이,루이
- 하우스 오브 마우스-도널드 덕,휴이,듀이,루이

### 극장용 애니메이션
- 미키의 크리스마스 선물-도널드 덕,휴이,듀이,루이
- 디즈니 삼총사-도널드 덕
- 덕테일즈-휴이,듀이,루이
- 판타지아 2000-도널드 덕

### 실사합성 영화
- 누가 로저 래빗을 모함했나-도널드 덕

### 게임
- 킹덤하츠 시리즈-도널드 덕,휴이,듀이,루이